# 性取向連續體
性取向連續體（Heterosexual–homosexual continuum）是對人类性行為的心理和哲學理解，將性取向視為從同性戀到異性戀的連續光譜上。這一概念開始於阿爾弗雷德·金賽在1940年代進行的行為調查。

根據美國心理學會2005年的陳述：
性取向是從絕對異性戀到絕對同性戀的連續體，當中包含了多種形式的雙性戀。
不同意將性取向兩分法為同性戀和異性戀的人被視為較贊同這一觀點。